# 연안부두 (영화)
"연안부두"는 2018년에 제작한 드라마 영화이다.

## 캐스팅
- 이태경
- 이혁
- 김수영
- 이은정
- 정기선
- 이빛나 (우정출연, 영화발전위원회 직원)

## 수상
- 2019년 제6회 목포국도1호선독립영화제
- 2020년 KTV 국민방송 상영